# 8072-es elnöki proklamáció
George W. Bush amerikai elnök  8072-es számú proklamációjában az 1956-os forradalom 50. évfordulójáról való megemlékezés napjává nyilvánította 2006. október 23-át 2006 őszén.

## A proklamáció
Proklamációjában ez olvasható: „…a magyar forradalom 50. évfordulóján ünnepeljük azokat a magyarokat, akik kihívást intéztek egy birodalomhoz, hogy kivívják a szabadságukat. Elismerjük a barátságot az Egyesült Államok és Magyarország között és megerősítjük közös óhajunkat a szabadság elterjesztésére szerte a világban… Ma ez a csodaszép ország demokratikus választásokat tartott, szabad gazdaságot épített ki és milliók számára ad ihletet szerte a világban. Az Egyesült Államok hálás az országaink közötti meleg kapcsolatokért, és Magyarország azon erőfeszítéseiért is, hogy elterjesszük a szabadságot és a demokráciát a világ olyan vidékein is, mint például a Balkán, Irak, Afganisztán és Kuba. A szabadság áldásának terjesztésével Magyarország a jövő egész nemzedékei számára segít megteremteni a béke alapjait… Az amerikai magyarok által az Egyesült Államok gazdagodott és erősödött, szellemiségük és kemény munkájuk pedig nagyban hozzájárult az amerikai nemzet életerejéhez, sikeréhez és felvirágzásához… ”